# Ferdinand Jožef Schmidt
Pour les articles homonymes, voir Schmidt.
Ferdinand Jožef Schmidt est un entomologiste et homme d'affaires austro-hongrois né en 1791 à Sopron et mort en 1878 à Laibach. Il travaille particulièrement en Carniole, où il termine ses jours.

## Biographie
Ferdinand Schmidt s'installe à Ljubljana en 1815. Il devient commerçant, mais étudie parallèlement les insectes pour son plaisir, principalement des coléoptères, mais aussi les mollusques.

### Travaux scientifiques

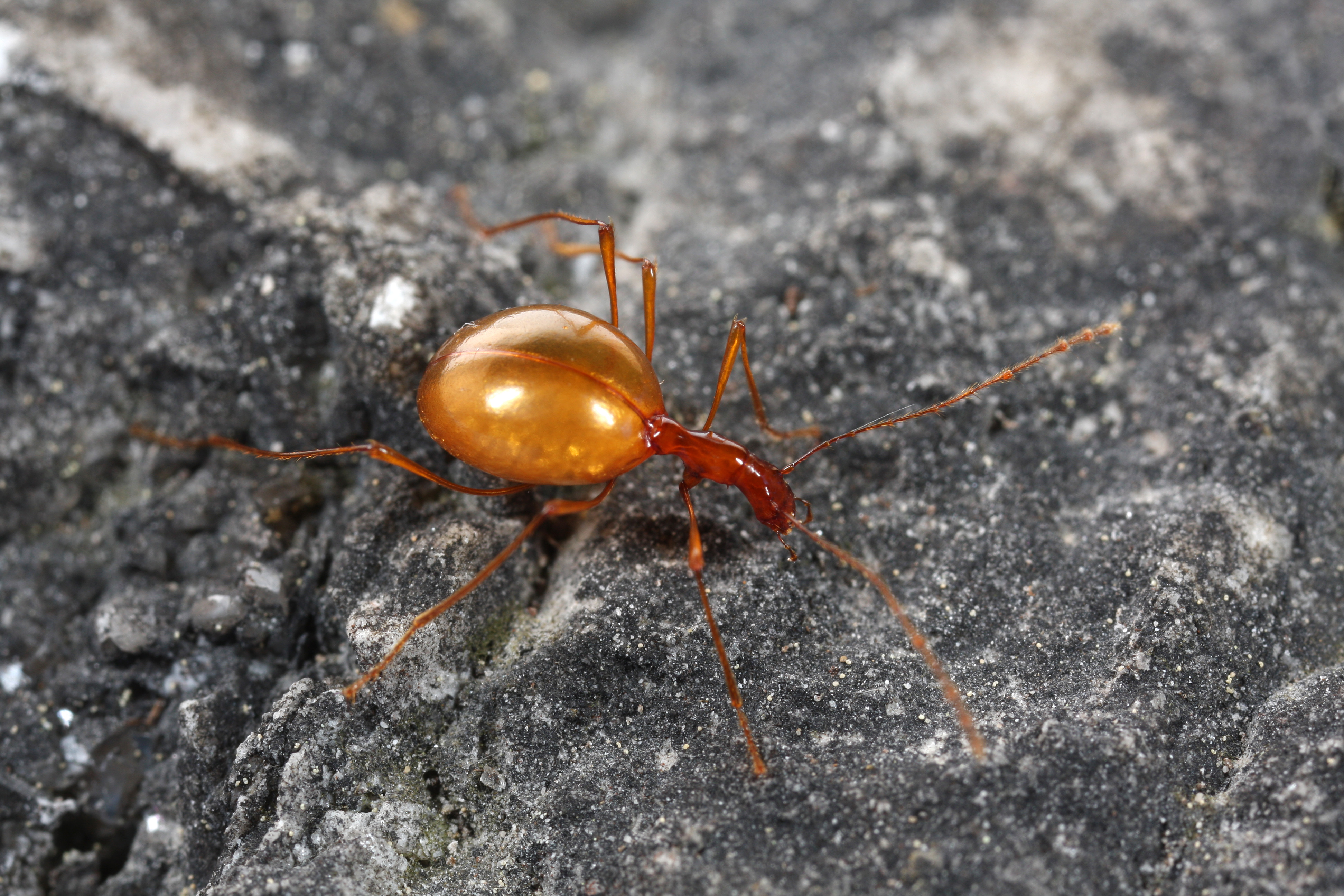
Leptodirus hochenwartii, premier insecte cavernicole décrit, en 1832 par Ferdinand Schmidt.

En 1831, Luka Čeč découvre dans les parties inférieures de la grotte de Postojna un coléoptère inconnu,. Celui-ci finit dans les mains de Schmidt qui le décrit en 1832 sous le nom de Leptodirus hochenwartii dans l'ouvrage Illyrisches Blatt, en y parlant comme l'« un des spectacles naturels des plus rares ». Cette découverte encourage Schmidt à explorer la faune cavernicole, celle de la grotte de Postojna mais aussi celle d'autres endroits, notamment dans la Carniole. Il explore les milieux cavernicoles durant vingt ans, de 1832 à 1852, faisant de lui un pionnier de ce qui deviendra la biospéléologie.
Il découvre ainsi les collemboles, des arachnides, un pseudo-scorpion, un crustacé amphipode et des myriapodes. Il ne décrira que les insectes, son domaine de prédilection, mais donnant tout de même un nom aux autres spécimens et les conservant pour sa collection personnelle.
Il aurait également correspondu avec Charles Darwin.

### À-côtés
Il fonde un club de sciences naturelles pour la Carniole, ainsi qu'un musée, Muzejsko društvo za Kranjsko. Il suit Fran Erjavec, naturaliste et écrivain de romans populaires, dans plusieurs de ses expéditions, lui apportant son aide pour la collecte et l'écriture de ses livres.
Il rédige son autobiographie en 1875, trois ans avant sa mort.

### Collection d'insectes
Il se constitue une collection d'insectes de 1819 à 1878, d'une « valeur naturelle et historique inestimable », aujourd'hui conservée au Muséum d'Histoire naturelle de Slovénie, à Ljubljana. Celle-ci comporte :
- 9 055 spécimens de lépidoptères dans 132 boîtes d'origine
- 42 152 spécimens de coléoptères dans 146 boîtes d'origine
- 1 574 spécimens d'hémiptères dans 11 boîtes d'origine
- 1 473 spécimens d'hyménoptères dans 11 boîtes d'origine
- 487 spécimens d'orthoptères dans 9 boîtes d'origine
- 1 056 spécimens de diptères dans 5 boîtes d'origine
- 274 spécimens de névroptères dans 2 boîtes d'origine
- 108 spécimens d'odonates dans 6 boîtes d'origine
- 113 spécimens d'espèces cavernicoles dans leur boîte d'origine.

## Publications
- (de) Illyrisches Blatt : Beitrag zu Krein's Fauna, 21 janvier 1832 (lire en ligne), chap. 3, p. 10
- (de) Systematisches Verzeischiss der in der Provinc Krain vorkommenden Land- und Süsswasser-Conchylien, mit Angabe der Fund-Orte, 1847